# Cecelia Felgueras
Cecelia Felgueras (sinh ngày 6 tháng 1 năm 1962) là một chính trị gia người Argentina. Bà là người đồng sáng lập PAMI trong nhiệm kỳ Chủ tịch của Fernando de la Rúa nhưng sẽ mất vị trí này vì bị truy tố về tội tham nhũng. Sau đó, bà đã nhanh chóng trở thành Phó Chánh văn phòng của Chính phủ Buenos Aires trong nhiệm kỳ đầu tiên của Aníbal Ibarra, nhưng cũng bị cách chức. Bà là người phụ nữ đầu tiên giữ vị trí này. Bà có một bằng cấp môn Lịch sử.

## Nghề nghiệp
Vào ngày 15 tháng 12 năm 1999, bà được Chủ tịch Fernando de la Rúa bầu làm Chủ tịch PAMI. Năm sau, bà và các cựu lãnh đạo PAMI khác Horacio Rodríguez Larreta và Daniel Tonietto ra trước tòa án vì khiếu nại của Liên đoàn Dược sĩ Argentina (FACAF) cáo buộc ba chính trị gia này ủng hộ Farmacénomos Argentinos SA (FASA) vắc-xin cúm. Ngoài ra trong số các khiếu nại còn có một cáo buộc rằng PAMI đã trả cho FASA một khoản tiền chưa đăng ký là 150.000 peso.
Năm 2000, Felgueras trở thành người phụ nữ đầu tiên đứng đầu chính quyền Thành phố Buenos Aires với cuộc bầu cử vào ngày 17 tháng 8. Tháng sau, bà gặp và chào Abdullah của Ả Rập Saudi, Quốc vương Ả Rập Saudi và trao chìa khóa cho thành phố. Tình bạn của Felgueras với Ibarra đã sụp đổ vào ngày 24 tháng 1 năm 2001. Ông chỉ trích phản ứng lỏng lẻo của thành phố đối với một cơn bão gần đây đã tấn công thành phố, trong đó hậu quả là chỉ có một vài thành viên trong ban lãnh đạo của thành phố đến văn phòng làm việc.